# Andreu Leszczyński
Andreu Leszczyński —Andrzej Leszczyński (polonès)— (Bydgoszcz, Polònia, 1559 -Brzesc, 24 de juliol de 1606) era un noble i polític polonès, tercer comte de Lesno, va ser un líder dels protestants i devot calvinista. Fill de Rafael Leszczyński (1526-1592) i de Bàrbara Wolska (1529-1580). El 1578 es va casar amb Anna Firlejowna (1560-1588), filla d'Andreu Firlej (1530-1586) i de Bàrbara Srzenska (1535-1588). Fruit d'aquest matrimoni nasqué:
- Rafael (1579-1636), casat amb Anna Radzimińska (1586-1636).
- Caterina, nascuda el 1581
- Bàrbara, nascuda el 1583
- Andreu (1585-1606).

Es tornà a casar amb Fiedora Sanguszko, amb qui va tenir un fill: Joan. I es casà per tercera vegada amb Sofia Opalińska, amb qui va tenir dos fills:
- Przecław (1605-1670), casat amb Anna Miełżyńska primer, i després amb Anna Orzelska.
- Wacław (1605-1666)